# Pave Liberius
Pave Liberius (død 24. september 366) blev valgt til pave 17. maj 352 ifølge Catalogus Liberianus. Han er den tidligste pave, der endnu ikke er helgenkåret.
Hans første handling, som man har kendskab til, var efter afholdelsen af en synode i Rom at skrive til kejser Constantius II, der på det tidspunkt (353-354) opholdt sig i Arles, og opfordrede til, at der blev indkaldt til et koncil i Aquileia for at drøfte sagen om Athanasius af Alexandria. Imidlertid blev Liberius' sendebud af kejseren tvunget til på et møde i Arles mod sin vilje at underskrive en fordømmelse af den ortodokse patriark i Alexandria.
I 355 var Liberius en af nogle få kirkeledere, der nægtede at underskrive en fordømmelse af Athanasius, som på ny var blevet fremlagt i Milano som en kejserlig befaling til alle vestlige biskopper. Som en konsekvens heraf blev Liberius forvist til Beroea (nu: Veria) i Thrakien (Grækenland). I stedet blev modpave Felix 2. indviet af tre catascopi haud episcopi (dansk: spioner, i hvert fald ikke biskopper), som Athanasius betegnede dem.
Efter at have levet i eksil i mere end to år blev Liberius kaldt tilbage af kejseren. Men da det romerske bispesæde officielt var besat af modpave Felix, gik der endnu et år, inden Liberius kunne vende tilbage til Rom. Det var kejserens hensigt, at Liberius skulle lede kirken i fællesskab med Felix, men da Liberius ankom, blev Felix forvist af det romerske folk, hvorpå Liberius kunne genindtage sin post.
Liberius deltog ikke i koncilet i Rimini (359), og ved kejser Constantius' død i 361 annullerede Liberius de beslutninger, der var vedtaget her. Ved Athanasius og Hilarius' mellemkomst lod han dog de biskopper, der havde støttet beslutninger, blive i kirken og lod deres støtte trække tilbage. I 366 bød Liberius en deputation fra det østlige episkopat hjerteligt velkommen og lod de mere moderate af det gamle arianske samfund komme ind i kirken igen.